# Eyyub Abbasov
Pour les articles homonymes, voir Abbasov.
 (mai 2024).
La mise en forme du texte ne suit pas les recommandations de Wikipédia : il faut le « wikifier ».
Les points d'amélioration suivants sont les cas les plus fréquents :
- Les titres sont pré-formatés par le logiciel. Ils ne sont ni en capitales, ni en gras.
- Le texte ne doit pas être écrit en capitales (les noms de famille non plus), ni en gras, ni en italique, ni en « petit »…
- Le gras n'est utilisé que pour surligner le titre de l'article dans l'introduction, une seule fois.
- L'italique est rarement utilisé : mots en langue étrangère, titres d'œuvres, noms de bateaux, etc.
- Les citations ne sont pas en italique mais en corps de texte normal. Elles sont entourées par des guillemets français : « et ».
- Les listes à puces sont à éviter, des paragraphes rédigés étant largement préférés. Les tableaux sont à réserver à la présentation de données structurées (résultats, etc.).
- Les appels de note de bas de page (petits chiffres en exposant, introduits par l'outil «  Source ») sont à placer entre la fin de phrase et le point final[comme ça].
- Les liens internes (vers d'autres articles de Wikipédia) sont à choisir avec parcimonie. Créez des liens vers des articles approfondissant le sujet. Les termes génériques sans rapport avec le sujet sont à éviter, ainsi que les répétitions de liens vers un même terme.
- Les liens externes sont à placer uniquement dans une section « Liens externes », à la fin de l'article. Ces liens sont à choisir avec parcimonie suivant les règles définies. Si un lien sert de source à l'article, son insertion dans le texte est à faire par les notes de bas de page.
- La présentation des références doit suivre les conventions bibliographiques. Il est recommandé d'utiliser les modèles {{Ouvrage}}, {{Chapitre}}, {{Article}}, {{Lien web}} et/ou {{Bibliographie}}. Le mode d'édition visuel peut mettre en forme automatiquement les références.
- Insérer une infobox (cadre d'informations à droite) n'est pas obligatoire pour parachever la mise en page.

Pour une aide détaillée, merci de consulter Aide:Wikification.
Si vous pensez que ces points ont été résolus, vous pouvez retirer ce bandeau et améliorer la mise en forme d'un autre article.
 (mai 2024).
Abbasov Eyyub (en azéri : Əyyub Cəbrayıl oğlu Abbasov), né en 1905 au village Cheki, région de Zangezur et mort le 18 décembre 1957 à Bakou, est un écrivain, poète, dramaturge, artiste de la RSS d'Azerbaïdjan.

## Biographie
Abbasov Eyyub Djabrayil oghlu est né en 1905 dans le village de Cheki, région de Zangezur (aujourd'hui district de Sisyan de la RSS d'Arménie). Orphelin, il vit chez des parents au Nakhitchevan depuis 1920. Ici, il fait ses études secondaires. Il est diplômé du Collège pédagogique, puis de la Faculté de langue et de littérature de l'Institut pédagogique d'État d'Azerbaïdjan (1930). En 1934-1937, E. Abbassov étudie l'édition et la traduction à Leningrad.

## Activités pédagogiques
Il travaille comme enseignant à l'Université technique pédagogique du Nakhitchevan, chef du département de l'éducation publique de la région de Nakhitchevan.
- 1932-1933, E.Abbasov est chef du département régional de l'éducation,
- 1933-1934 il travaille à la rédaction du Journal Communiste.
- 1947-1948, directeur de l'École de théâtre de Bakou[3]

## Activités éditoriales
- 1937-1939 : chef de département en Azernechr (en azeri : Azərnəşr)
- 1939-1941 : membre de la commission de la culture du Conseil des ministres de la RSS d'Azerbaïdjan
- 1943-1947 : instructeur au Comité central du Parti communiste de la RSS d'Azerbaïdjan
- 1949-1957 : chef du département d'édition de livres pour enfants et jeunes.

## Œuvres
Ses premiers poèmes sont publiés dans le journal Portail oriental (1926) et un recueil de poèmes La lutte est publié à Nakhitchevan en 1932. Plus tard, ses œuvres Chemins ensoleillés (1938), Le chant du cœur (1948), Coeur brisé (1956) et d'autres furent publiés à Bakou. Le roman historique en deux volumes  Zangezur (1956-1957) décrit les événements de 1917-1920. Sa première pièce, La liberté des femmes, est jouée au Théâtre de Nakhitchevan. Il fait des traductions des pièces en russe.
Président de l'Union des sociétés Zangezur, Docteur de philosophie en histoire Haji Narimanoglu écrit dans sa monographie : Eyyub Abbasov est un écrivain qui a survécu la tragédie de Zangezur (publiée dans la maison d'édition Muterjim - 2016).
Il écrit plusieurs poèmes et pièces de théâtre pour enfants, dont un rang est mis en scène au Théâtre des jeunes spectateurs de Bakou : Melik Mamed (1943), Le chant du printemps (1949), Aguil et Servinaz (1958). Il traduit également certaines œuvres de Samuil Marchak et Julian Tuvim en azerbaïdjanais.